# بلدية هسلهولم
بلدية هسلهولم (Hässleholms kommun) هي بلدية في مقاطعة سكانيا في جنوب السويد. يقع مقرها في مدينة هسلهولم.
أُنشأت البلدية الحالية في عام 1974 عندما دمجت مدينة هسلهولم السابقة، والتي أُسست في عام 1914، مع سبع بلديات محيطة بها. في عام 1863، كان هناك 29 وحدة حكومية محلية، جميعها ريفية، في المنطقة. مُنح شعار النبالة الخاص بالبلدية عام 1920 وسُجل للبلدية الجديدة عام 1974. يرمز الصليب إلى تقاطع السكة الحديد، وهو أصل مدينة هسلهولم. يشير البندق إلى اسم هسلهولم والذي يُترجم تقريبًا إلى "هازل-إيسل".

## جغرافية
تعتبر ثاني أكبر بلدية في مقاطعة سكونه من حيث المساحة الإجمالية بمساحة km 21،306.27. حسب مساحة الأرض هسلهولم هي الأكبر في مقاطعة سكانيا.

## المحليات
هناك 17 منطقة حضرية (تسمى أيضًا منطقة تارت أو منطقة محلية) في بلدية هسلهولم.

## الرياضة في هسلهولم
- IFK هسلهولم  [لغات أخرى]‏

## المدن التوأم
- دارلوو، بولندا
- إكرنفورده، ألمانيا
- بلدية Nykøbing-Rørvig، الدنمارك

## روابط خارجية
بلدية هلسهولم - الموقع الرسمي